# Høflighed/sandkasse
Høflighed er når man opfører sig høfligt, det vil sige venligt, opmærksomt og hensynsfuldt overfor andre personer. Det er en praktisk brug af gode manere eller etikette. Det er et kulturelt fænomen, og hvad der anses som høfligt i en kultur, kan i nogle tilfælde være uhøfligt eller direkte excentrisk i en anden kulturel kontekst.[kilde mangler]
Selvom målet med høflighed er at gøre alle parter afslappet og komfortable med hinanden, vil disse kulturelt definerede standarder til tide blive manipuleret sådan at de bringer skam over en bestemt part. Nogle studier har vist at kvinder har en større tendens til at bruge høflighed end mænd, selvom de eksakte forskelle ikke er klare.